# St. Johann Baptist (Mülheim)

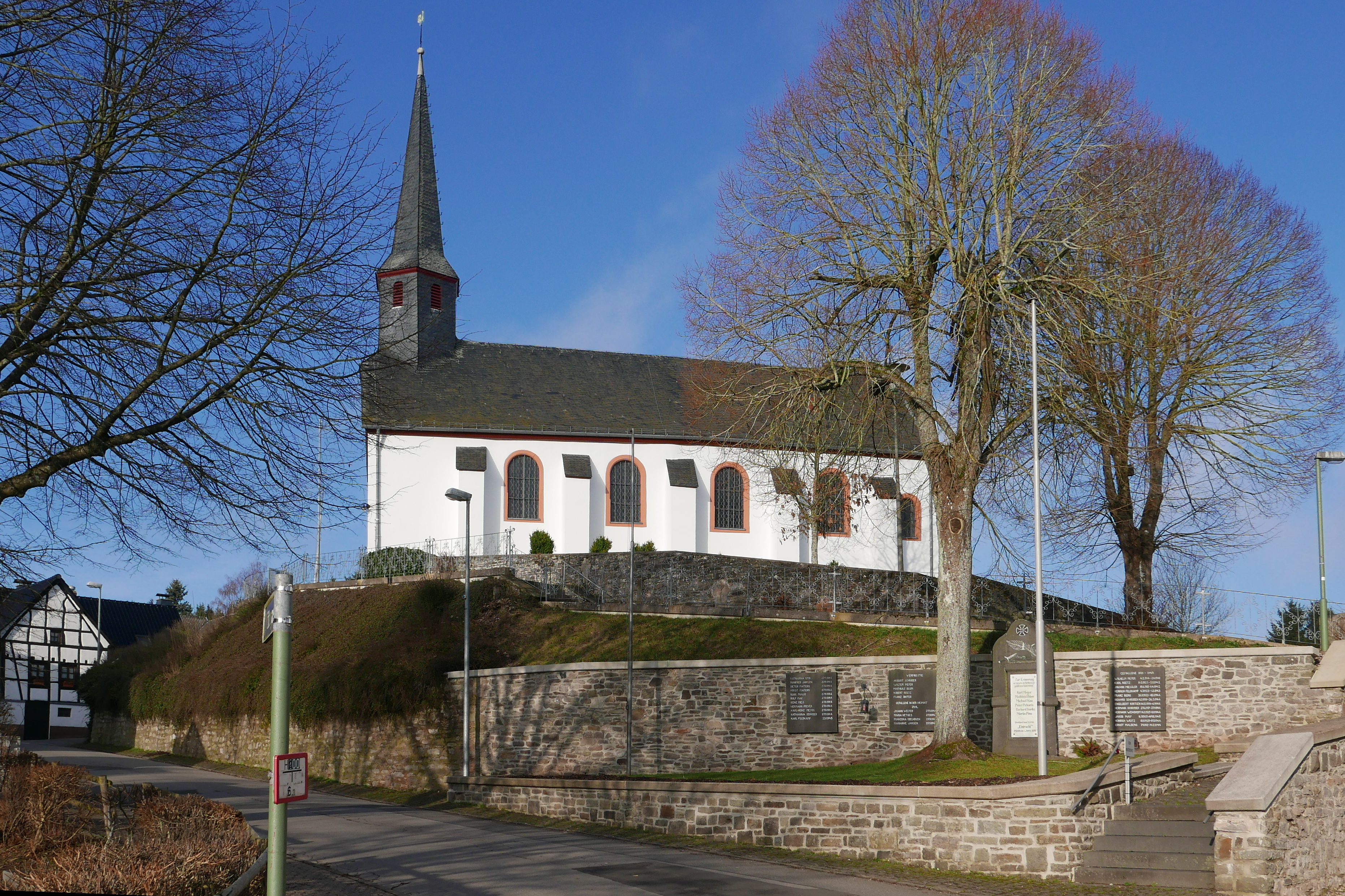
St. Johann Baptist in Mülheim

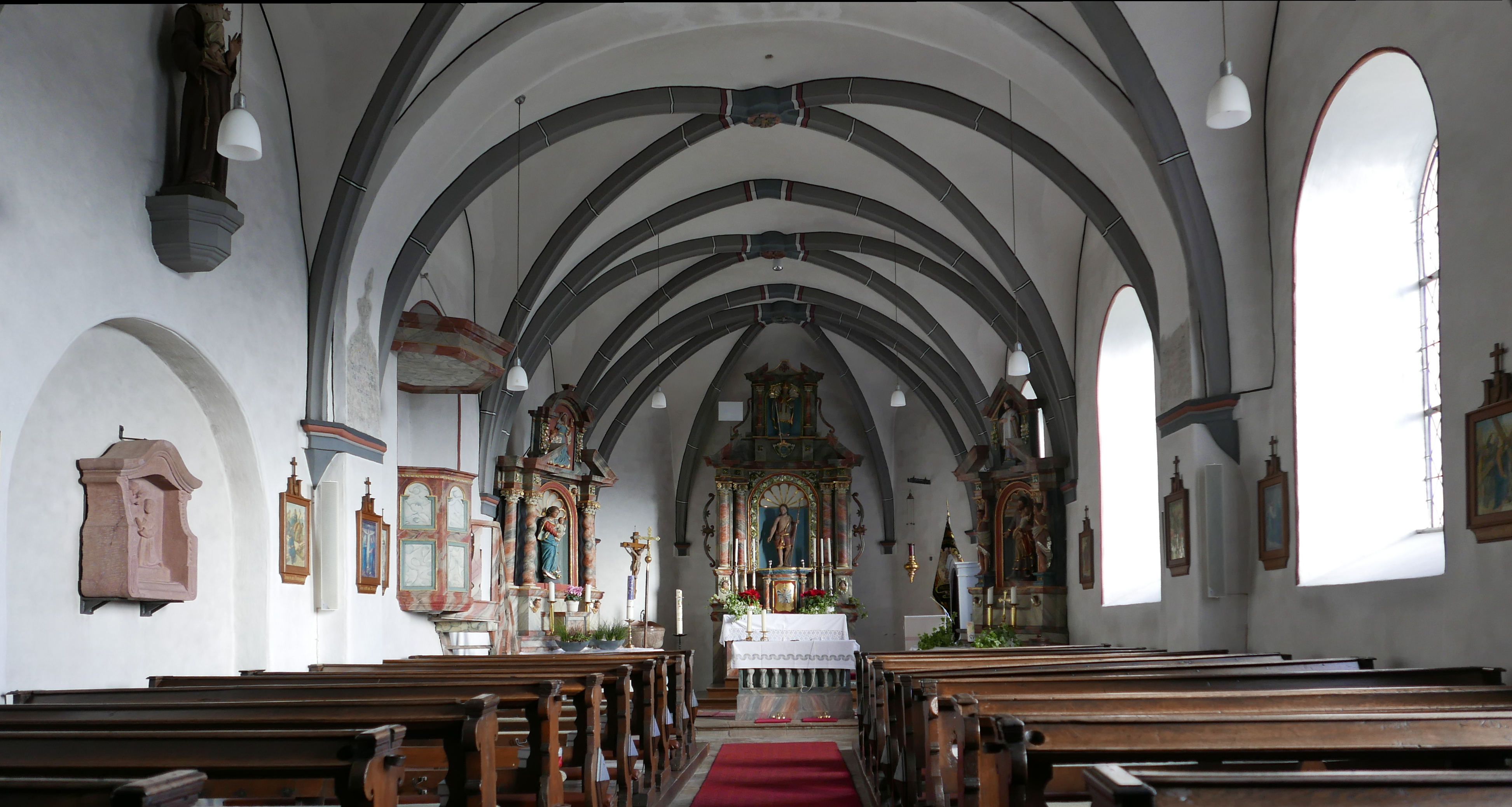
Innenraum

St. Johann Baptist ist die römisch-katholische Pfarrkirche des Blankenheimer Ortsteils Mülheim im Kreis Euskirchen in Nordrhein-Westfalen.
Die Kirche ist Johannes dem Täufer geweiht und als Baudenkmal unter Nummer 110 in die Liste der Baudenkmäler in Blankenheim (Ahr) eingetragen. 

## Lage
Die Pfarrkirche liegt auf einer erhöhten Position in der Ortsmitte von Mülheim an der Ecke Pützgasse / Ortsgasse. Das Kirchengebäude wird von einer Grünanlage, dem alten Friedhof, umgeben, welcher von einer Bruchsteinmauer eingefasst wird.

## Geschichte
Ein eigenes Gotteshaus in Mülheim besteht mindestens seit Mitte des 16. Jahrhunderts und gehörte ursprünglich zur Pfarre Rohr. 1568 stellte Gräfin Margarete von Aremberg, in deren Besitz sich Mülheim damals befand, ein Gesuch an den Erzbischof von Köln mit der Bitte, Mülheim zur eigenständigen Pfarre zu erheben. Der Erzbischof entsprach der Bitte und erhob Mülheim am 17. Oktober 1571 zur Pfarrei. Zugleich wurde die Kapelle in Reetz, bisher auch zur Pfarre Rohr gehörig, der neuen Pfarre unterstellt. Dies führte zu einem Streit der Reetzer Bevölkerung mit den Mülheimern, die ebenfalls die Erhebung zur Pfarre anstrebten und nicht mehr von Mülheim abhängig sein wollten. Der Streit konnte jedoch erst 301 Jahre später beigelegt werden, als Reetz am 17. Januar 1872 endgültig von Mülheim abgetrennt und ebenfalls zur Pfarre erhoben wurde. Kollator der Pfarrkirche von Mülheim war bis 1802 das Haus Aremberg, die Kollationsrechte endeten mit der Franzosenzeit. 
Die Zugehörigkeit zum Bistum wechselte ebenfalls häufiger. Ursprünglich war Mülheim Pfarre im Erzbistum Köln. Dieses wurde durch die Franzosen auf linksrheinischer Seite Anfang des 19. Jahrhunderts jedoch aufgelöst, sodass Mülheim 1802 an das Bistum Trier kam. Erst 1825 wurde diese Änderung wieder rückgängig gemacht und Mülheim kam an das Erzbistum zurück. Rund 100 Jahre später, im Jahr 1930, wurde das Bistum Aachen errichtet, zu dem die Pfarre Mülheim seitdem gehört.

## Baugeschichte
Wann genau ein erstes Gotteshaus in Mülheim erbaut worden ist, kann nicht genau gesagt werden. Jedenfalls bestand 1568 bereits eine Kapelle in Mülheim, die dann 1571 Pfarrkirche wurde. In der ersten Hälfte des 18. Jahrhunderts scheint diese Kirche nicht mehr den Ansprüchen genügt zu haben, sodass man den Bau der heutigen Pfarrkirche beschloss. Unter dem damaligen Pfarrer Johann Lambert Bach (seit 1730 in Mülheim) wurde mit dem Bau begonnen, im Jahr 1737 war die neue Kirche fertiggestellt. Die Kirche besaß zunächst auch einen Glockenturm, welcher bei einem Unwetter 1815 allerdings zerstört und mit dem heutigen Dachreiter ersetzt worden ist.
Ende des Jahres 1955 war der Zustand der Kirche so schlecht geworden, dass sie aus Sicherheitsgründen geschlossen werden musste. So folgte von 1955 bis 1957 eine umfassende Sicherung und Instandsetzung der Pfarrkirche, sowie der Neubau der Sakristei. 1981 fand eine umfassende Restaurierung nach Plänen der Andernacher Architekten Paul und Hans Rumpf statt.

## Baubeschreibung

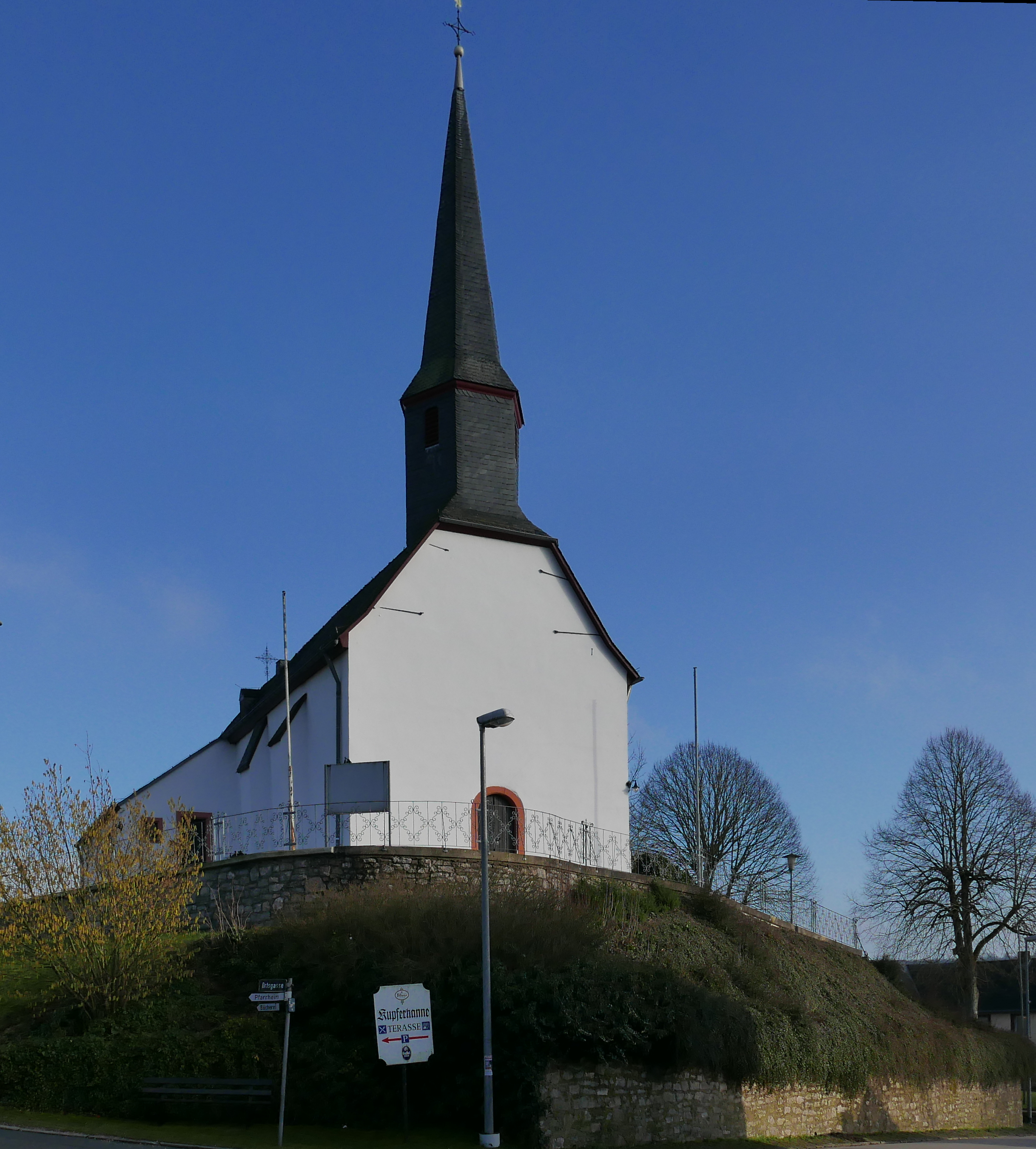
Westseite mit Hauptportal

St. Johann Baptist ist eine einschiffige und fünfjochige Saalkirche aus verputzten Bruchsteinen im Stil des Barock mit einem fünfseitig geschlossenen Chor im Osten und einem sechsseitigen Dachreiter über dem Westgiebel. Die Fenster sind rundbogig, das Innere wird von Kreuzrippengewölben überwölbt. Den Gläubigen stehen 150 Sitzplätze zur Verfügung.

## Ausstattung
Im Innenraum hat sich ein Großteil der ursprünglichen Barockausstattung erhalten. Dazu gehören der  hölzerne Hochaltar und zwei dazugehörige Nebenaltäre im Chorbereich sowie die hölzerne Kanzel und das Taufbecken mit Messingdeckel. All diese Ausstattungsstücke sind Arbeiten des 18. Jahrhunderts und wurden im Zuge des Neubaus der Kirche angeschafft.
Die Orgel wurde 1874 in Mülheim aufgestellt ist aber wesentlich älter und stammt wohl aus der ersten Hälfte des 17. Jahrhunderts. Das Instrument besitzt 10 Register auf einer mechanischen Traktur. 1973 wurde das Instrument durch die Firma Weimbs Orgelbau aus Hellenthal restauriert.

## Pfarrer
Folgende Priester wirkten bislang als Pfarrer in der Pfarrgemeinde St. Johann Baptist:
| von – bis | Name                     |
| --------- | ------------------------ |
| 1930–1939 | Werner Franken           |
| 1939–1942 | Hermann Josef Fritzinger |
| 1942–1952 | Johannes Arnold          |
| 1952–1964 | Franz Dombret            |
| 1964–1966 | Matthias Kronen          |
| 1966–1967 | Pater Leo Mohr           |
| 1967–1973 | Pater Josef Bohnet       |
| 1977–1984 | Wolfgang Bußler          |
| 1984–1992 | Johannes Weber           |
| 1992–1994 | Winfried Reidt           |
| 1994–1998 | Heinrich Reidt           |
| 1998–2014 | Hans-Peter Meuser        |
| 2014–2018 | Josef Berger             |
| Seit 2018 | Andreas Züll             |